# Cerco de Silves (1190)
O cerco de Silves de 1190 foi um episódio bélico da Reconquista, ocorrido durante a sexta invasão Almóada de Portugal. A cidade de Silves, conquistada pelo rei D. Sancho no ano anterior, foi sitiada por um exército muçulmano, porém os portugueses resistiram ao ataque.

## Contexto
Em 1188, o califa Almóada Abu Iúçufe Iacube Almançor concluiu a conquista de todo o Magrebe, mandou pregar a guerra santa e avisou os habitantes do Alandalus que se preparava para atravessar o Estreito de Gibraltar e partir à conquista dos reinos cristãos da península.[carece de fontes?]
Silves, erguida numa colina nas margens do rio Arade, era a mais importante cidade do Algarve e um reputado centro cultural. O rei D. Sancho conquistou Silves com a ajuda de uma frota de cruzados em 1189. O Califa Almóada atravessou então o Estreito de Gibraltar a 23 de Abril de 1190 com um exército e instalou-se em Tarifa.
O califa enviou ao Algarve o governador de Sevilha saíde Abu Hafes Iacube ibne Abi Hafes, seu primo, com um exército composto por tropas andaluzes de Sevilha e Granada, berberes da tribo dos Azenegues e Hascura e voluntários jihadistas. Em Córdova, Almançor recebeu embaixadores do rei de Castela e firmou com ele uma trégua, deixando-o assim de mãos livres para se focar na conquista de Portugal. Nesta cidade distribuiu estandartes ao seu exército em preparação para a campanha.
As notícias da vinda dos Almóadas eram já conhecidas em Portugal quando, por acaso, aportou a Silves uma nau inglesa com 100 homens de armas. Fazia parte da armada de Ricardo Coração de Leão, que se dispersara ao largo da Península Ibérica a caminho da Terra Santa devido ao mau tempo. Outros navios da armada aportaram a Lisboa. O bispo de Silves Nicolau convenceu os ingleses a ajudarem a defender a cidade e os cruzados até ofereceram o seu navio, que foi prontamente desmantelado para ajudar.

## O cerco

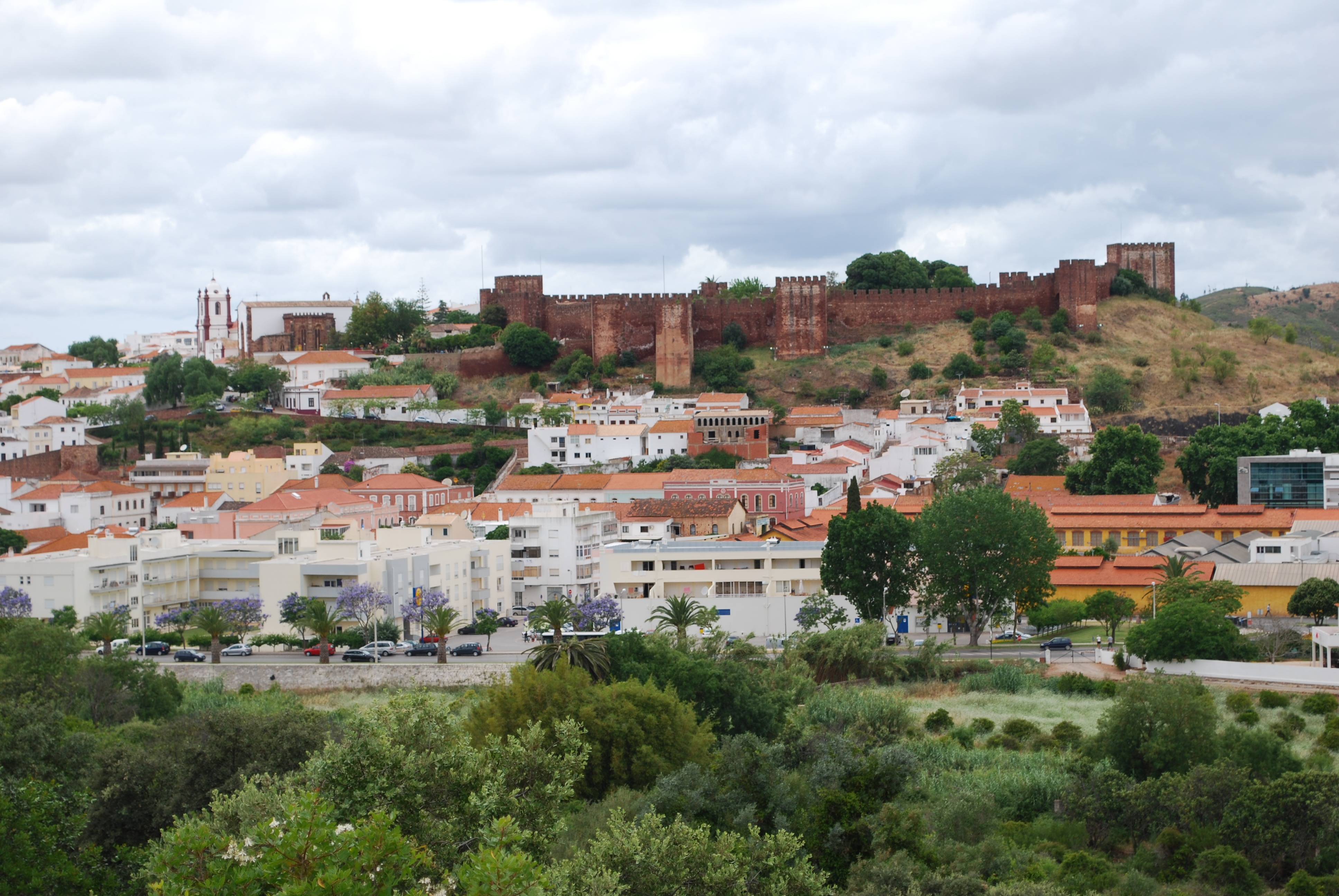
Vista da alcáçova de Silves.

Os almóadas assentaram arraiais em torno de Silves a 6 de Junho, passados apenas oito meses desde a conquista da cidade pelos portugueses. A 5 do mês seguinte juntou-se ao exército muçulmano uma frota chegada de Sevilha com equipamento de sítio.
Entretanto, o califa invadiu Portugal pelo Alentejo, destruiu culturas à sua passagem, arrasou Torres Novas e sitiou Tomar, defendida pelos Templários, ao passo que outro destacamento foi enviado a sitiar Santarém também.
Em Silves, os muçulmanos revelavam-se incapazes de vencer a resistência oposta pelos portugueses e ingleses. Confrontado com falta de mantimentos, resistência tenaz em Tomar e Santarém, e um surto de disenteria entre o seu exército, o califa mandou todas as suas tropas retirar de Portugal.
A 26 de Julho o Califa estava de regresso a Sevilha.

## Rescaldo
Embora Silves tenha resistido ao cerco de 1190, os almóadas voltariam a invadir Portugal no ano seguinte pela sétima e última vez. Silves foi recapturada pelos muçulmanos, que também reconquistaram aos portugueses todas as vilas e castelos no Alentejo e Algarve menos Évora.[carece de fontes?]
Silves só seria definitivamente reconquistada em 1242, por Paio Peres Correia.[carece de fontes?]